# Kleimos-associatie
De kleimos-associatie (Tortuletum trunctatae) is een associatie uit het knopmos-verbond (Phasion). Het omvat door eutrafente topkapselmossen gedomineerde pioniervegetatie.

## Naamgeving en codering
| Pottietum truncatulae Gams 1927    |
| Pottietum truncatae Krusenst. 1945 |

- Syntaxoncode voor Nederland (rVvN): r61Aa03

De wetenschappelijke naam Tortuletum trunctatae is afgeleid van de botanische naam van gewoon kleimos (Tortula truncata), het belangrijkste kensoort van deze associatie.

## Fysiognomie
De fysiognomie van de kleimos-associatie wordt net zoals de meeste andere gemeenschappen uit de smaragdsteeltjes-klasse hoofdzakelijk gekenmerkt door het op de voorgrond treden van topkapselmossen. Het vegetatieaspect wordt meestal bepaald door gewoon kleimos, gewoon knopmos en roodknolknikmos.

## Ecologie
De kleimos-associatie is een eutrafente gemeenschap die voorkomt op basenrijke, vochtige klei- en leemgronden. De pH schommelt tussen de 6 en 7. Het ontwikkelt zich dikwijls als microgemeenschap of inslaggemeenschap in open(ere) en/of ijle plekken van grasland, akkerland en ook soms ook op oevers.

## Vegetatiezonering
In de vegetatiezonering staat de kleimos-associatie vooral in contact met grasland- en akkergemeenschappen. Onder de graslanden gaat het om vegetatie van de weegbree-klasse en de klasse van matig voedselrijke graslanden. Op oevers en andere vochtige pioniermilieus kan de kleimos-associatie ook in contact staan met de tandzaad-klasse of de dwergbiezen-klasse.